# Analítica web
L'analítica web, és la disciplina professional encaminada a extreure conclusions, definit estratègies o establir regles de negoci sobre la base de les dades recollides en tots aquells entorns web sobre els quals una empresa exerceix control. Una altra definició és aquella que considera l'analítica web com la "recopilació, mesura, avaluació i explicació racional de les dades obtingudes d'Internet, amb el propòsit d'entendre i optimitzar l'ús de la pàgina web de l'organització".

## Descripció
L'economia entesa com la ciència que estudia el comportament humà des de la perspectiva d'una relació entre finalitats donades i mitjans escassos, requereix cada cop més el processat sistemàtic i objectiu de grans volums de dades. Així, els últims anys, el concepte d'Intel·ligència empresarial (Business Intelligence), o conjunt d'activitats enfocades a l'obtenció i l'anàlisi d'informació rellevant per a la presa de decisions (Howard Dresner, vicepresident del Grup Gartner), té un rol cada cop més notori per a un nombre important d'organitzacions.
Dins les activitats que donen forma a la intel·ligència empresarial s'inscriu l'analítica web.

## Història
Aquesta idea es va difondre ràpidament als EUA, on van sorgir les primeres eines d'analítica web: la primera va ser Webtrends, fundada a Portland l'any 1993. Posteriorment, el 1994 un equip del Massachusetts Institute of Technology va crear NetGenesis (avui integrat a SPSS Clementine) y Accrue. Finalment, l'any 1996 van aparèixer Omniture i WebSideStory.
Els primers anys de 1990 els esforços de les companyies proveïdores d'aquest tipus d'eines es concentraven en l'anàlisi dels arxius log generats pels servidors de les pàgines web. Aquests arxius, amb estructura de text pla, recullen variables importants sobre la interacció d'un visitant amb la pàgina web, com per exemple pàgines vistes, nombre de hits, i errors 404. No obstant això, malgrat el valor d'aquesta informació, els primers anys del segle xxi, els diferents departaments integrants de les organitzacions comencen a demanar més informació, neix l'anàlisi en temps real i l'etiquetatge de les pàgines o tagging.

## L'analítica web a l'empresa
Gràcies a aquesta evolució, l'analítica web va començar a tenir un paper central en aquelles organitzacions amb certa presència a Internet. Ara, no només els departaments de sistemes i disseny web volen informació sobre el trànsit, sinó també el departament de màrqueting.
És clar que l'última dècada l'ús d'Internet ha tingut un creixement considerable entre els usuaris domèstics: molts mercats han passat d'una situació fora de línia a una situació en línia de manera que les empreses s'han enfrontat a nous comportaments de compra i a uns mercats cada cop més dinàmics i incerts, caracteritzats per un gran volum de dades que s'han de convertir ràpidament en informació útil.

## L'analítica web a les organitzacions sense ànim de lucre i governs públics
Resulta obvi pensar que aquesta informació no és exclusiva dels departaments de sistemes, disseny i màrqueting d'empreses privades; també les organitzacions sense ànim de lucre i les institucions governamentals poden aprofitar el potencial que ofereix l'analítica web.
Des d'aquesta perspectiva, una associació sense ànim de lucre pot controlar, entre altres aspectes, els accessos dels seus col·laboradors, optimitzar les vendes dels seus productes en línia, fer un disseny del web més atractiu i navegable, adaptar-se al Web 2.0, millorar el posicionament als cercadors i maximitzar el retorn de les seves inversions en publicitat.
La majoria d'administracions públiques espanyoles comencen a prestar un important nombre de serveis als ciutadans per mitjà d'Internet i l'analítica web els pot ajudar a prestar d'una manera més eficient els seus serveis, per mitjà d'un coneixement millor dels comportaments en els seus portals.
A més, la legislació espanyola en matèria d'Accessibilitat web és molt rigorosa, de manera que l'analítica web es perfila com una eina imprescindible per a l'adequat disseny de les pàgines web a través de la realització d'auditories d'accessibilitat.
L'any 2009 va néixer l'estàndard de mesurament d'iniciatives d'administració electrònica IMUE, l'aplicació pràctica de la qual es va veure per primer lloc a la Generalitat de Catalunya.

## Conclusions
L'última dècada l'ús d'Internet ha experimentat un creixement molt elevat: s'han ampliat els mercats tradicionals a l'àmbit virtual. Aquesta circumstància s'ha traduït en nous comportaments i en uns mercats més dinàmics i incerts, caracteritzats per un gran volum de dades que s'han de convertir ràpidament en informació útil per a les organitzacions. És en aquest punt on l'analítica web ha passat a tenir un important rol com una eina útil per reduir la incertesa i poder prendre decisions objectives basades en informació rellevant.